# Magnum Rafael Farias Tavares
Magnum Rafael Farias Tavares (født 24. marts 1982) er en brasiliansk fodboldspiller.